# Gottlob Christian Crusius
Gottlob Christian Crusius, född 14 juli 1785 i Lichtenstein, död 12 maj 1848 i Hannover, var en tysk skolman, klassisk filolog och lexikograf. Han var farbror till Otto Crusius.
Crusius verkade som lärare och har blivit bekant särskilt genom sina många skolböcker. Mycket spridd var hans ordbok över Homeros (5:e upplagan 1856; 9:e upplagan 1889, nytryck 1968).